# Municipio de Malaka
Malaka Township es una subdivisión estadística del condado de Jasper, Iowa, Estados Unidos. Según el censo de 2020, tiene una población de 328 habitantes.
Tiene un código de clase Z1, que indica que no está en funcionamiento (non-functioning county subdivision). El mantenimiento de los datos se realiza a los efectos exclusivamente estadísticos.

## Geografía
Se localiza en las coordenadas 41°48′58″N 93°02′53″O / 41.81611, -93.04806 (41.81604, -93.048183). Según la Oficina del Censo, tiene una superficie total de 92.35 km², de los cuales 92.33 km² corresponden a tierra firme y 0.02 km² están cubiertos de agua.

## Demografía
Según el censo de 2020, hay 328 personas residiendo en la zona. La densidad de población es de 3.55 hab./km². El 94.51 % de los habitantes son blancos, el 1.83 % son de otras razas y el 3.66 % son de una mezcla de razas. Del total de la población, el 4.57 % eran hispanos o latinos de cualquier raza.